# Diferencias finitas generalizadas
El método de las Diferencias Finitas Generalizadas es una evolución del Método de las diferencias finitas que puede aplicarse a una nube irregular de puntos.
Los esquemas en diferencias finitas se emplean para la resolución de ecuaciones diferenciales en derivadas parciales de forma numérica.